# Ušeničnik
Ušeničnik je priimek več znanih Slovencev:
- Aleš Ušeničnik (1868—1952), rimskokatoliški duhovnik, filozof, sociolog, teolog, univ. profesor in akademik
- Bojan Ušeničnik (1942—2002), direktor Uprave RS za zaščito in reševanje, veteran vojne za Slovenijo 1991 (član republiške koordinacije)
- Gizela Ušeničnik, učitejica, knjižničarka (utemeljiteljica domžalske knjižnice 1945)
- Gregor Ušeničnik (1972), podjetnik ...
- Franc Ušeničnik (1866—1952), rimskokatoliški duhovnik in teolog, univ. profesor
- Jakob Ušeničnik, šolnik (1.ravnatelj o.š.Trata / Škofja Loka)

- Lučka Ušeničnik, urednica (Moj mali svet, Kmečki glas)
- Marko Ušeničnik, glasbeni pedagog, organist, zborovodja
- Rok Ušeničnik, odvetnik
- Vid Ušeničnik, glasbenik tolkalist (jazz; marimba..)